# En svensk tiger (band)
En svensk tiger är ett svenskt punkband från Göteborg som grundades 2006 och hade sitt genombrott med sin debutskiva Versace Style 2009. Debutalbumet nominerades till årets punkalbum på manifestgalan 2010.
Bandet gav ut sin andra skiva 2019 som heter Gbg Noir med ett mer elektoniskt sound producerat av Ulf Ivarsson och där de sammarbetar med Kapten Röd och Idde Schultz.

## Medlemmar
- Pär Larsson - gitarr, sång
- Robert Lindahl - trummor
- Markus Magnusson - bas

## Diskografi

### Album
- 2009 – Versace Style
- 2019 – GBG Noir

### Singlar/Ep
- 2019 – Skuggor i blåljus
- 2019 – Radiovåg